# Henri Fleurquin
Henri Fleurquin (Schalafie, 4 november 1918 - Doornik, 8 september 2009) was een Belgische gemeentelijke politicus en burgemeester van Schalafie.

## Biografie
Fleurquin werd op het einde van de Eerste Wereldoorlog geboren. Als kind verloor hij zijn moeder. Na zijn schooltijd ging hij bij zijn vader op het land werken. Fleurquin was oud-strijder uit de Tweede Wereldoorlog. Hij huwde tijdens de oorlog in 1942.
Fleurquin werd actief in de gemeentepolitiek en deed in 1946 mee aan de gemeenteraadsverkiezingen op de lijst van burgemeester Fernand Braye. Hij raakte verkozen voor de gemeenteraad en later werd hij schepen. Na het overlijden van Braye, volgde Fleurquin in 1969 Braye op als burgemeester. Hij bleef burgemeester tot de gemeentelijke fusie van 1977, toen Schalafie een deelgemeente werd van Celles. Fleurquin was zo de laatste burgemeester van Schalafie.